# 蘇聯最高榮譽

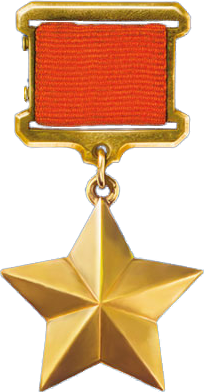
苏联英雄的象征，金星奖章

苏联最高荣誉是苏联荣誉体系中的最高一级，由苏联英雄（授予称号同时授予金星奖章）、英雄母亲（授予称号同时授予英雄母亲勋章）、社会主义劳动英雄（授予称号同时镰刀与锤子金质奖章）和英雄城市/要塞组成。苏联最高荣誉是个模糊的概念，该概念在1977年的苏联决议中首次提出。